# Alexandre Picard (attaccante di hockey su ghiaccio)
Alexandre Picard (Québec, 9 ottobre 1985) è un hockeista su ghiaccio canadese che gioca nel ruolo di ala sinistra per l'HC Davos. Venne scelto in 8ª posizione assoluta dai Columbus Blue Jackets nell'NHL Entry Draft 2004.

## Carriera
Picard fu selezionato al primo giro, in ottava posizione assoluta, in occasione dell'NHL Entry Draft 2004 da parte dei Columbus Blue Jackets. In precedenza aveva giocato per quattro stagioni nella Quebec Major Junior Hockey League, con i Sherbrooke Faucons ed i Lewiston Maineiacs. Divenuto professionista nel 2005 Picard entrò a far parte del farm tam dei Blue Jackets in AHL, i Syracuse Crunch. Esordì in National Hockey League con i Blue Jackets nella stessa stagione. Nelle stagioni successive si alternò fra NHL e AHL, giocando soprattutto con i Crunch.
Il 3 marzo 2010 Picard fu ceduto dai Blue Jackets ai Phoenix Coyotes in cambio di Chad Kolarik. Una volta cambiata squadra rimase in AHL giocando con la formazione affiliata dei San Antonio Rampage.
Il 7 luglio 2011 Picard firmò un contratto annuale con i Tampa Bay Lightning. Ancora una volta giocò soltanto in AHL con i Norfolk Admirals, tuttavia fece parte della squadra capace di vincere la prima Calder Cup nella storia della franchigia, mentre a livello personale Picard vince il Jack A. Butterfield Trophy come miglior giocatore dei playoff, con 16 punti in 18 gare disputate.
Picard nell'estate del 2012 trovò un contratto in Europa, trasferendosi nella Lega Nazionale A svizzera con la maglia del Genève-Servette HC. Al termine dell'anno il suo contratto fu prolungato anche per la stagione 2013-2014. Nel 2013 con il Ginevra conquistò la prima Coppa Spengler nella storia della squadra romanda.
Nella stagione 2015-16 non trovò più spazio nella rosa ginevrina, e per cercare visibilità accettò di disputare la Coppa Spengler 2015 con Davos. Pochi giorni dopo la fine del torneo convinse la dirigenza grigionese a proporgli un contratto fino al termine della stagione.

## Palmarès

### Club
- Coppa Spengler: 2

Ginevra: 2013, 2014
- Calder Cup: 1

Norfolk: 2011-2012

### Individuale
- Jack A. Butterfield Trophy: 1

2011-2012
- CHL Top Prospects Game: 1

2003-2004
- QMJHL Mike Bossy Trophy: 1

2003-2004